# ヘレーネ・ドイチュ
ヘレーネ・ドイチュ（Helene Deutsch, 1884年8月9日 - 1982年3月29日　マサチューセッツ州ケンブリッジ）はポーランド出身の精神医学者で、フロイトの門人であり、フロイトの精神分析協会における最初の女性の代表的メンバー。女性を治療対象とし、また子供のいる母親を一人の女性として認識しようとした点で画期的である。
ヘレーネ・ローゼンバハ(Helene Rosenbach)としてオーストリア領ガリチア・プシェミシルに生まれる。
医学と精神医学をウィーン、ミュンヘンで学び、フロイトの門人となる。1912年フェーリクス・ドイチュ Dr. Felix Deutsch と結婚。
1935年アメリカに移住し、マサチューセッツ州ケンブリッジに永住。

## 著作
- Psychoanalysis of the Sexual Functions of Women 1925, translated to english in 1991, ISBN 0946439958
- The Psychology of Women, 1944 - 1945
- Neuroses and Character Types, 1965, ISBN 0823635600
- Selected Problems of Adolescence, 1967
- A Psychoanalytic Study of the Myth of Dionysus and Apollo, 1969, ISBN 082364975X
- Confrontations with Myself, 1973
- The Therapeutic Process, the Self, and Female Psychology, 1992, ISBN 0887384293